# Euippodes biplagula
Euippodes biplagula is een vlinder uit de familie spinneruilen (Erebidae). De wetenschappelijke naam is voor het eerst geldig gepubliceerd in 1891 door Heyden.
De soort komt voor in tropisch Afrika.